# Erik Malm (industriman)
Seth Erik Malm, född 13 augusti 1878 i Tumbo socken, Södermanlands län, död 29 juli 1952 i Bromma, var en svensk industriman.
Malm avlade bergsingenjörsexamen 1902 och tog året efter anställning som gruvmätare vid Grängesbergs gruvor där han 1908–1916 var 1:e gruvingenjör. Han blev 1916 disponent vid Nora bergslags gemensamma grufveförvaltning i Striberg och var 1935–1944 disponent vid Stribergs gruvaktiebolag. Han invaldes 1925 som ledamot av Ingenjörsvetenskapsakademien. Han vilar på Skogskyrkogården i Stockholm.